# الإجهاض في جمهورية أيرلندا

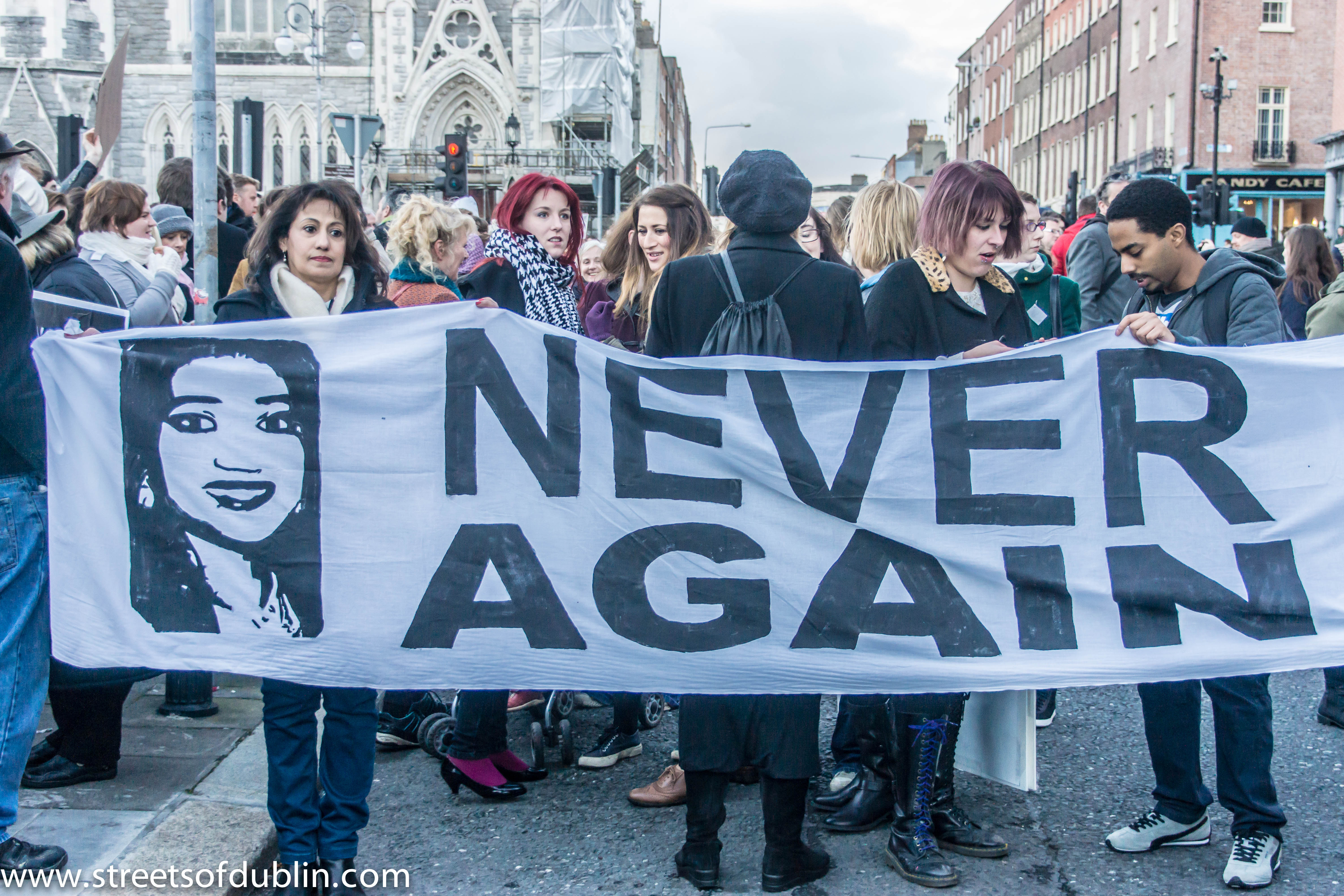

الإجهاض في جمهورية أيرلندا محظور مالم يكن ناتج عن تدخل طبي لإنقاذ حياة الأم. وينظم الإجهاض حاليًا من قبل قانون حماية الحياة أثناء الحمل 2013. حياة الجنين لها حماية دستورية في المادة 40.3.3°، والتي أضيفت عام 1983 في التعديل الثامن للدستور الأيرلندي. كما يحمى الدستور خدمات الإجهاض خارج الدولة، وتنظم بواسطة قانون إنهاء الحمل خارج البلاد لعام 1995. في عام 2010، بلغة نسبة الإجهاض 4.5 إحهاض لكل 1000 امرأة بأعمار بين 15–44 عامًا.

## خلفية
تحت الفقرتين 58 و59 من قانون جنح الأرواح لعام 1861، وبصيغته المعدلة بموجب مراجعة قانون التشريع (Statute Law Revision) لعام 1892 ومراجعة قانون التشريع 2 (Statute Law Revision No. 2) لعام 1893، تنفيذ الإجهاض جريمة جنائية تُخضع للأشغال الشاقة مدى الحياة.
هذه الأحكام التي سنّها برلمان المملكة المتحدة ظلّ يُعمل بِها حتى ألغاها قانون حماية الحياة أثناء الحمل لعام 2013.
أعرب السياسيون عن مخاوفهم عام 1929 من زيادة في حالات الإجهاض الجنائي والوأد كنتيجة لتوقف العمل بالتعديلات القانونية التي حظرت كل الأدوات والمواد التي تؤدي لمنع الحمل، دون أي استثناءات. توفيت أكثر من 100 امرأة أيرلندية سنويًا من الإجهاض السري الغير آمن في ثلاثينيات القرن العشرين.
وفي قضية أليك بورني الإنجليزية (1938) استخدم فيها الدفاع الآلام التي عانتها فتاة حاملة لتبرئة طبيب قام بإنهاء حملها، وأدت القضية إلى
زيادة معدلات الإجهاض في بريطانيا، وعليها نسبة سيدات أيرلندا المسافرات لهناك للإجهاض. لم تكن هناك أية ملاحقات قضائية في أيرلندا لعمليات الإجهاض الغير شرعية في الفترة بين 1942 و1946. وأثناء ثلاثينيات وأربعينيات القرن العشرين، أكثر من 400 عملية إجهاض (قانونية وغير قانونية) قد تمت يوميًا في إنجلترا وويلز، ونظرًا لمعدلات الهجرة الكبيرة فمن المحتمل أن الأيرلنديات قد علمن عن إمكانية الإجهاض سرًا في إنجلترا. وقالت مجلة «بل» عام 1941 أن بعض النساء الصغيرات في السن من أسر ميسورة الحال قد مارسن الرذيلة في لندن وباريس وبياريتز ثم عدن بدون أطفال دون أن يشهدهن أحد. وبعد الحرب، انخفضت الملاحقات القضائية واقتصر الأمر على عمليات الإجهاض التي لم تتم بصورة صحيحة أو التي اكتشفت، وعوقب الجناة بصرامة من المحاكم، وحكم عليهم بفترات طويلة مع الأعمال الشاقة، من بينهم كيميائيّ مارس العملية بصورة مفرطة في ساحة ميريون في دبلن عام 1944، وحكم عليه ب15 عامًا تم خفضها ل7 في الاستئناف. نشر أول تقرير سنوي للشرطة الأيرلندية عن الجريمة عام 1947، وصار مرجعًا لعدد عمليات الإجهاض غير الشرعية. وفي روايات عقد الخمسينيات من القرن العشرين، حظرت السير الذاتية والأعمال غير الروائية (بما في ذلك النصوص الطبية) التي تروج للإجهاض أو حتى تصفه. في الفترة بين 1952 و1963، كانت الملاحقات القضائية لعمليات الإجهاض قليلة جدًا، لكن أحد أشهر المجهضين في أيرلندا، مامي كادن، قد حكم عليه بالشنق عام 1957، وقد خفف بعد ذلك للسجن مدى الحياة، وذلك بعد وفاة إحدى مريضاته.
سهّل قانون الإجهاض لعام 1967 في بريطانيا العظمى الأمر على نساء أيرلندا، كما انخفضت معدلات الوأد بصورة كبيرة بعد انتشاره. عام 1974، أصبح نويل براون أول عضو في البرلمان الأيرلندي يقترح توفير خدمات طبية لعمليات الإجهاض. وعام 1975، ترأست الرئيسة المستقبلية لأيرلندا، ماري ماك أليس، اجتماعًا في قاعة ليبيرتي تضمن حق المرأة في الاختيار، وقالت أنها ترى فشلًا في اعتبار الإجهاض قضية من قضايا حقوق الإنسان. وزعمت لاحقًا عن أنها لم تتفهم طبيعة الاجتماع. برز عدد من الخلافات بعد وفاة عدد من الحوامل قد منعن من تلقي الرعاية الطبية بسبب حملهن.

## التعديل الدستوري
عام 1983، تم تعديل دستور أيرلندا بالتعديل الثامن، والذي أضاف بابًا فرعيًا جديدًا للدستور:

## قرار لجنة حقوق الإنسان التابعة للأمم المتحدة
عام 2016، وجدت لجنة حقوق الإنسان التابعة للأمم المتحدة أن قانون الإجهاض في أيرلندا ينتهك الميثاق الدولي للأمم المتحدة للأحوال المدنية والسياسية، وطالبت بإصلاح القانون.

## سافيتا هالابانافار
تسببت وفاة سافيتا هالابانافار في اندلاع مظاهرات عام 2012 تطالب بتغييرات في قوانين الإجهاض بأيرلندا، وتحقيقات عامة رفيعة المستوى بواسطة مفوضي الخدمات الصحية. وبعد تشخيص الإجهاض، أدينت لأن قلب الجنين كان مازال ينبض. تقرير وفاة سافيتا بيّن أن وفاتها كانت نتيجة لسوء التقدير والمتابعة وعدم الالتزام بالإرشادات والقواعد الطبية المعمول بها، وقدم التقرير عدة توصيات بما في ذلك تغيرات تشريعية ودستورية.